# Mili San Pietro
Mili San Pietro è una frazione collinare della Municipalità I della città di Messina che conta 655 abitanti  . L'appositivo "San Pietro" si riferisce al patrono del paese, Pietro apostolo. Viene conosciuta anche come "Mili Superiore" vista la sua posizione rispetto alle vicine Mili San Marco (detta anche Mili Inferiore) e Mili Marina.
Sita nella zona Sud del territorio cittadino, a 199 metri d'altitudine sui monti Peloritani, in una conca della vallata del torrente Mili, coltivata prevalentemente ad agrumeti, oliveti e vigneti e rigogliosa di vegetazione mediterranea. La parte montana del territorio giunge fino ai 1067 m s.l.m. di Puntale Bandiera e comprende ampie pinete e castagneti.
È rinomata soprattutto perché vi sorge l'importante ex abbazia basiliana di Santa Maria di Mili, risalente al 1091 e rilevante meta turistica.

## Il toponimo
L'esame di alcuni codici greci provenienti dall'abbazia basiliana di Santa Maria (alcuni dei quali sono custoditi presso la Biblioteca vaticana in Roma) riportano la forma greca del toponimo (μηλον), che è fondamentale per risalire al significato: μηλον (mèlon, in greco tardo e bizantino mìlon, con iotacismo), che significa "ovino", da cui "luogo di pascoli" (si veda il toponimo del confinante villaggio di Galati, da γάλα gàla, latte).

## Storia

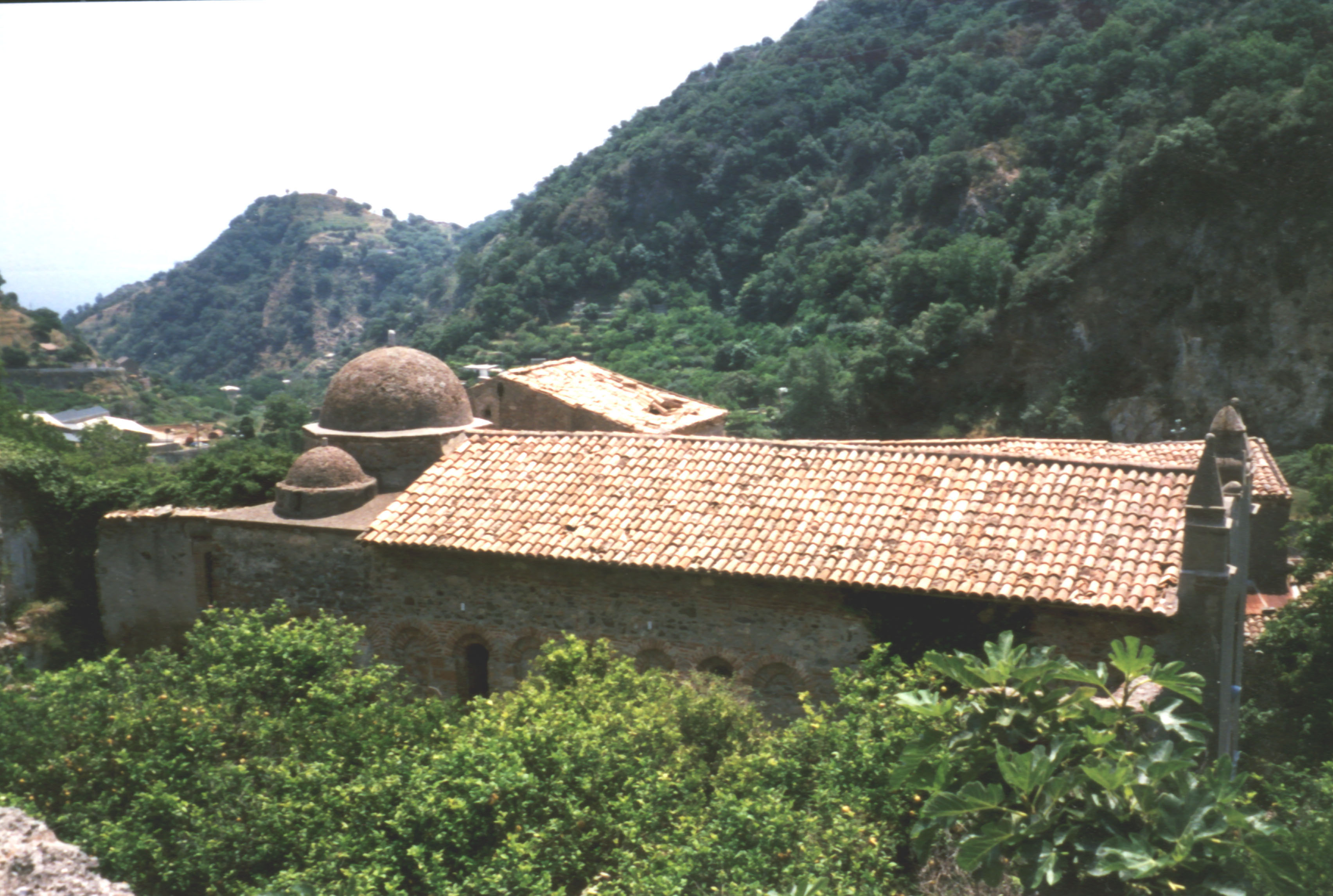
La chiesa normanna di Santa Maria (1091), dai caratteristici tratti arabo-normanni

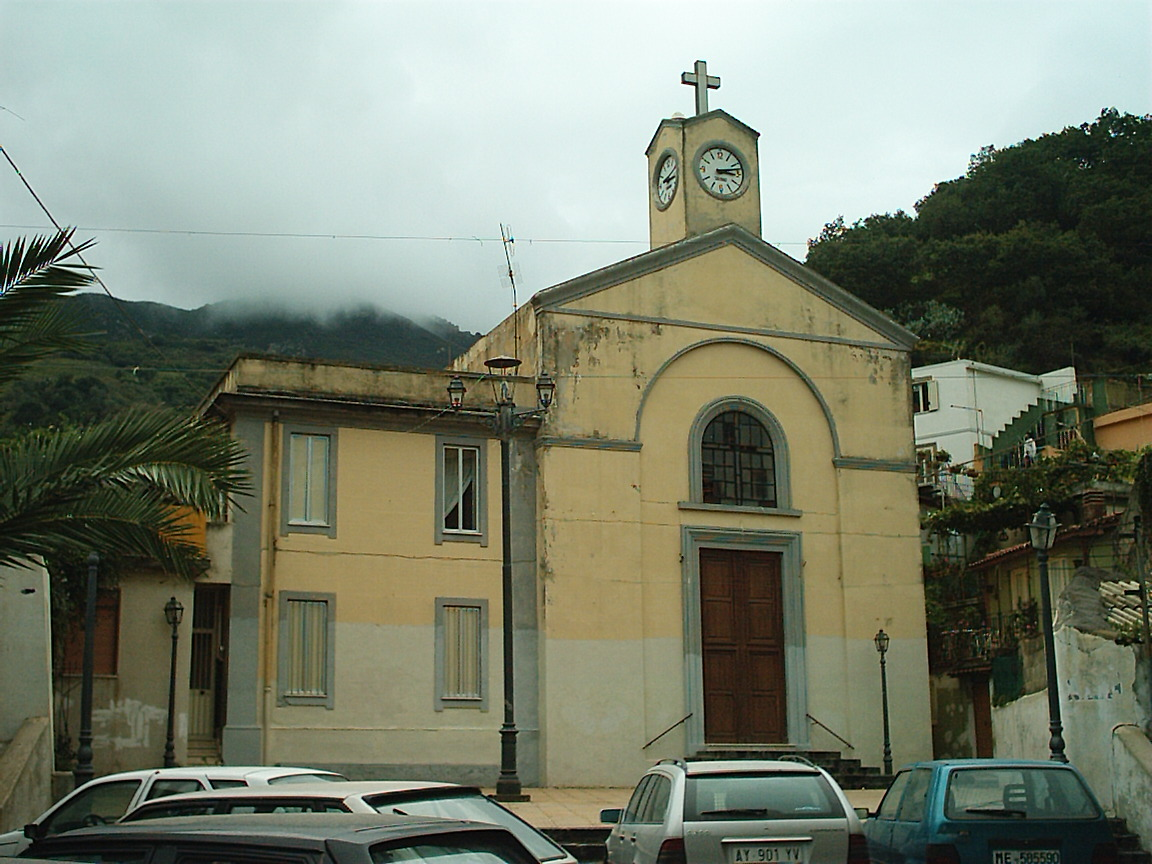
La chiesa parrocchiale, dedicata a san Pietro apostolo

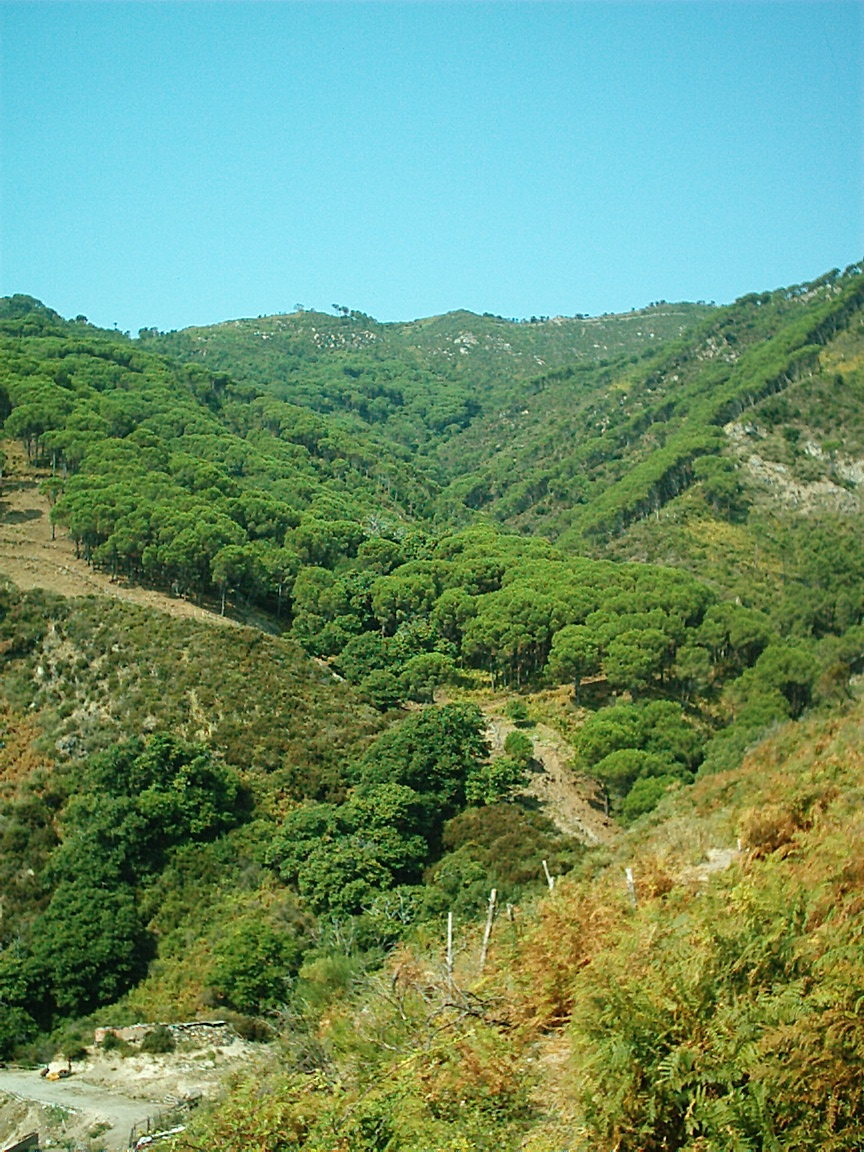
pineta demaniale nella parte montana del territorio, nei pressi di Puntale Bandiera (1067 m)

Le origini del casale (o "villaggio") si fanno risalire all'epoca bizantina (intorno al VII - VIII secolo), quando venne fondata nella parte alta della vallata del Mili l'abbazia basiliana di Santa Maria e, nelle vicinanze, sorse l'originario nucleo abitato ad opera di contadini che lavoravano le estese terre di pertinenza dell'abbazia.
In età normanna, il Conte Ruggero ricostruì la chiesa con l'annesso convento, decaduti sotto la dominazione araba, dotandolo nel 1091 di ampi possedimenti e facendovi seppellire Giordano, suo figlio illegittimo.
L'abate fu barone di Mili e proprio alla sua presenza è legata l'esistenza in paese di un castello nell'omonimo rione del paese (oggi scomparso) e dell'antico privilegio del baiulato.
Con privilegio dato in Madrid il 9 novembre 1708, esecutoriato in Messina l'11 ottobre 1709, il re Filippo V di Spagna elevò l'antica baronia di Santo Stefano e Santa Margherita, posseduta dalla famiglia Palermo fin dal XIV secolo, al rango di principato, con don Giovanni V Palermo e Arezzo, 10º barone e 1º principe di Santa Margherita con le altre terre e casali di Messina detti Santo Stefano, Galati, Martini e appunto Mili. Come tutti i casali collinari di Messina, alienati con i loro territori a seguito della rivolta antispagnola della città, Mili Superiore tornò di pertinenza demaniale nel 1712.
Nel 1943 si staccò ecclesiasticamente da Mili San Pietro il vicino piccolo villaggio di Tipoldo, sua antica frazione.

## Viabilità e trasporti pubblici
La Strada Provinciale 38 è la più importante via di comunicazione che porta al villaggio. Un'altra strada, in forte pendenza, collega Mili San Pietro con la Strada Provinciale 39 (Larderia-Tipoldo).
La viabilità minore è rappresentata da vicoli e scalinate. Il villaggio è servito nei giorni feriali dalla linea ATM 5 (Mili San Pietro-Tremestieri), mentre nei giorni festivi i bus della linea 4-5 lo collegano con Santo Stefano di Briga e con la stazione di Messina centrale.

## Arte
Il territorio del paese conserva alcuni monumenti di particolare importanza:
- la chiesa normanna di Santa Maria di Mili, edificata nel 1091, dai tipici tratti arabo-normanni. Vi è annesso il convento, riedificato successivamente. Nel sito fu sepolto il figlio di Ruggero I d'Altavilla, morto in combattimento a Siracusa. La Chiesa è di proprietà dello Stato, in affidamento alla Curia, mentre il Monastero è di proprietà di un privato[senza fonte].
- la chiesa parrocchiale, dedicata a san Pietro apostolo, ricostruita tra 1950 e 1954 sul luogo e sul modello dell'antica chiesa parrocchiale, demolita nel 1937. Custodisce al suo interno, fra l'altro, un dipinto su tavola raffigurante San Giorgio proveniente dall'omonima chiesetta rurale, risalente al XVI secolo; un'altra tavola, del 1638, di Francesco Laganà, raffigurante la Madonna del Rosario tra angeli ed oranti, proveniente dalla chiesa dell'ex Abbazia basiliana; una tela, risalente al 1801 ed opera di Vincenzo Le Donne, raffigurante la Madonna tra i Santi Pietro e Paolo; una statuetta in pietra raffigurante la Madonna col Bambino, del XVI secolo;
- il santuario di San Sostene martire, sito su un rilievo collinare a circa 400 m s.l.m., a dominare il paese e l'alta vallata del Mili; vi si custodisce la statua marmorea del Santo martire di Calcedonia, compatrono del paese, risalente al 1634 e opera del monaco basiliano Luca;
- la chiesetta rurale di San Nicola o delle Anime del Purgatorio, su uno sperone roccioso sul torrente nei pressi dell'ex abbazia. Fondato dai monaci basiliani, passò nell'Ottocento alla famiglia Broccio e ne fu la cappella funeraria. Oggi è in cattive condizioni statiche;
- i ruderi delle altre chiesette rurali di San Giorgio (nell'omonima contrada, ai confini con il territorio di Larderia), da cui proviene il quadro del santo custodito nella chiesa parrocchiale; di "San Sostene vecchio", sito originario in cui si trovava il Santuario prima della costruzione del nuovo (XVIII secolo). Non rimangono tracce della chiesa di San Giovanni nell'omonima contrada.

## Manifestazioni religiose
Le principali manifestazioni religiose che si tengono a Mili San Pietro sono:
- Natale, novena e processione della notte accompagnata dal suono della zampogna (in siciliano ciaramedda); realizzazione nelle vie del paese di artistici presepi ad opera delle famiglie, nell'ambito della manifestazione "Il Presepe Miloto";
- Settimana Santa, allestimento dell'altare di reposizione ("sepolcro") nella chiesa parrocchiale (Giovedì santo) e processione delle "Varette" (Venerdì Santo);
- 29 giugno, Festa di san Pietro apostolo con processione del simulacro del santo patrono per le vie del paese;
- Notte tra il 3 ed il 4 agosto, pellegrinaggio a piedi al santuario montano della Madonna di Dinnammare, in territorio di Larderia (1127 m s.l.m.);
- Prima domenica di settembre, festa di san Sostene martire, compatrono.